# Миноносец № 218
№ 218 — один из десяти миноносцев типа «Циклон», построенных для Российского Императорского флота.

## История корабля
12 апреля 1902 года зачислен в списки судов Балтийского флота, в 1901 году заложен на судоверфи Невского судостроительного и механического завода в Санкт-Петербурге, спущен на воду в 1902 году, вступил в строй 1 декабря 1903 года.
В 1908 году прошел капитальный ремонт корпуса в Гельсингфорсе. 29 августа 1914 года был оборудован тральными устройствами и переклассифицирован в тральщик, а 28 апреля 1915 года – в посыльное судно и зачислен в состав 1-го дивизиона тральной дивизии. Во время Первой мировой войны осуществлял боевое траление в Финском заливе.
18 июля 1915 года, при в Ботническом заливе подорвался на мине заграждения. Остался на плаву, был приведен в порт и после ремонта введен в строй. 
15 марта 1918 года был передан в распоряжение Финляндской Советской рабочей республики. 12 апреля 1918 года оставлен в Гельсингфорсе и там реквизирован вооруженными формированиями буржуазной Финляндии.
В 1922 году, по Юрьевскому мирному договору, подлежал возврату РСФСР, но как окончательно устаревший был продан Финляндии как металлолом.

## Командиры
- 04.08.1906-1906 — лейтенант барон Косинский, Алексей Михайлович
- 1909 — лейтенант Руденский, Дмитрий Петрович
- 1911-1913 - лейтенант Недзведский, Лев Владимирович
- 1913-1914 — старший лейтенант Эймонт, Борис Николаевич
- 1917 - старший лейтенант Львов, Лев Константинович